# Caladium picturatum
Caladium picturatum là một loài thực vật có hoa trong họ Ráy (Araceae). Loài này được K.Koch & C.D.Bouché mô tả khoa học đầu tiên năm 1855.

## Hình ảnh

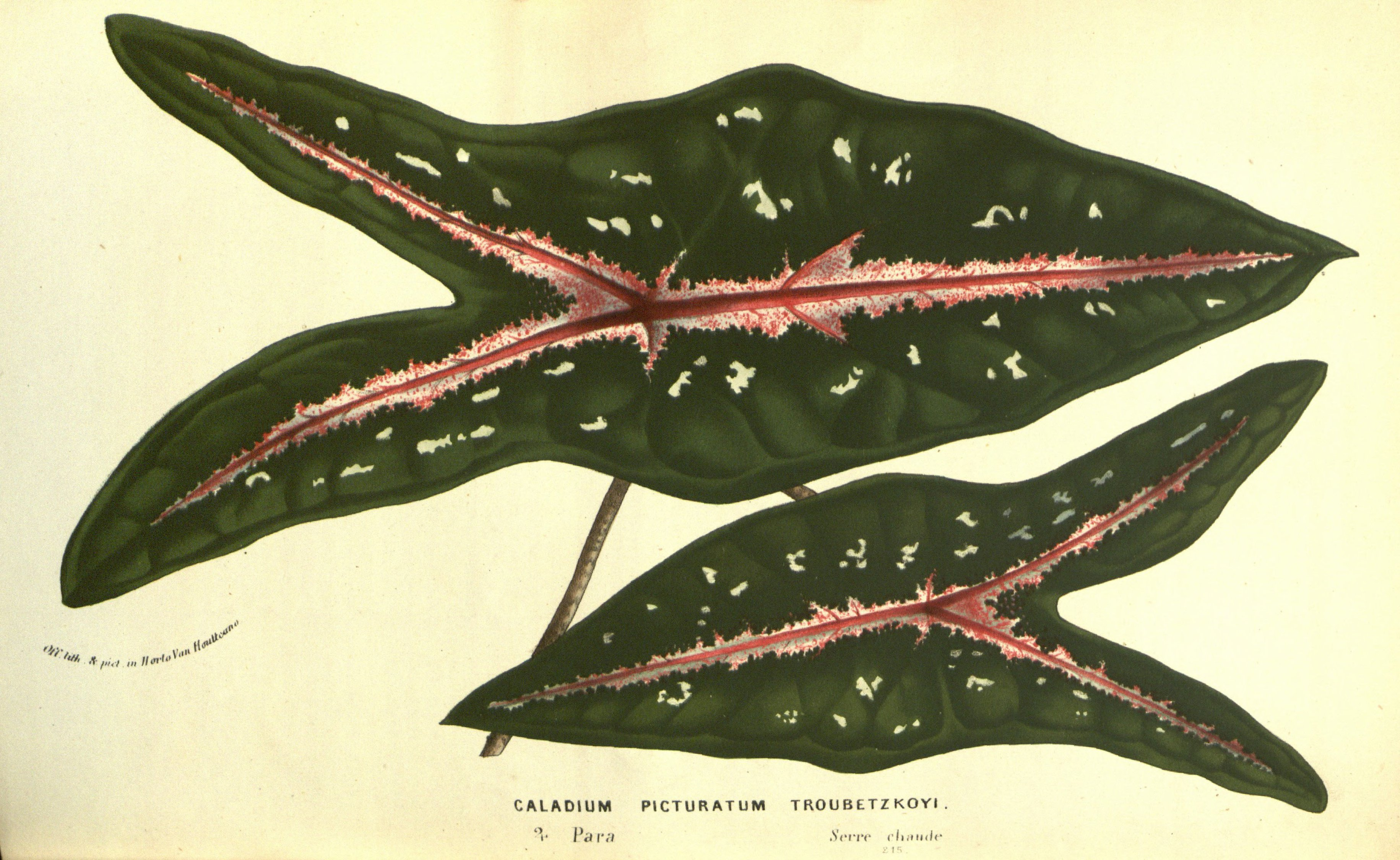